# Africa Movie Academy Awards
L'Africa Movie Academy Awards, conosciuta anche come AMAA o AMA Awards, è una cerimonia annuale di premiazone per il riconoscimento di professionisti nell'industria cinematografica. È stata fondata da Peace Anyiam-Osigwe e la cerimonia di consegna è presentata dall'African Film Academy, dalla prima edizione nel 2005. I premi mirano a onorare e promuovere l'eccellenza cinematografica africana e nel frattempo stimolare l'unione del continente africano attraverso l'arte e la cultura. Gli AMA awards sono considerati il più importante evento cinematografico africano e il premio più prestigioso in Africa.

## Storia
La prima edizione si tenne a Yenagoa, Bayelsa, Nigeria il 30 maggio 2005. Nella stessa località si sono svolte otto delle prime dieci edizioni del premio, ad eccezione di quella del 2008 che si è svolta, per motivi di sicurezza, sempre in Nigeria ma ad Abuja, e quella del 2012 che si è svolta a Banjul, in Gambia. Nel 2015 la cerimonia si è svolta a Port Elizabeth (Sudafrica) mentre nel 2016 si è tornati in Nigeria, a Port Harcourt; la cerimonia di premiazione della tredicesima e della quindicesima edizione del premio si sono svolta a Lagos, mentre nel 2018 si è tenuta a Kigali, in Ruanda.

## Categorie

### Attuali
Al 2014, gli Africa Movie Academy Awards hanno approssimativamente 26 categorie. Tra queste:
- Africa Movie Academy Award for Best Documentary

Miglior documentario: dal 2006
- Africa Movie Academy Award for Best Diaspora Feature

Miglior film di diaspora: dal 2011
- Africa Movie Academy Award for Best Diaspora Documentary

Miglior documentario di diaspora: dal 2011
- Africa Movie Academy Award for Best Animation

Miglior animazione: dal 2008
- Africa Movie Academy Award for Best Production Design

Miglior design di produzione: dal 2008
- Africa Movie Academy Award for Best Costume Design

Miglior design dei costumi: dal 2005
- Africa Movie Academy Award for Best Makeup

Miglior make-up: dal 2005
- Africa Movie Academy Award for Best Soundtrack

Miglior colonna sonora: dal 2005
- Africa Movie Academy Award for Best Visual Effect

Migliori effetti speciali: dal 2005
- Africa Movie Academy Award for Best Sound

Miglior suono: (2005-2014)
- Africa Movie Academy Award for Best Cinematography

Migliore fotografia: dal 2005
- Africa Movie Academy Award for Best Editing

Miglior editing: dal 2005
- Africa Movie Academy Award for Best Short Film

Miglior cortometraggio: dal 2010
- Africa Movie Academy Award for Best Actor in a Leading Role

Best Actor in a Leading Role: dal 2005
- Africa Movie Academy Award for Best Actress in a Leading Role

Miglior attrice protagonista: dal 2005
- Miglior opera prima per registi
- Miglior cortometraggio diaspora
- Africa Movie Academy Award for Best Screenplay

Miglior sceneggiatura: dal 2005
- Africa Movie Academy Award for Best Nigerian Film

Miglior film nigeriano: dal 2007
- Africa Movie Academy Award for Best Film in an African Language

Miglior film in lingua africana: dal 2005
- Africa Movie Academy Award for Most Promising Actor

Attore più promettente: dal 2006
- Miglior attore bambino
- Africa Movie Academy Award for Best Actor in a Supporting Role

Miglior attore non protagonista: dal 2005
- Africa Movie Academy Award for Best Actress in a Supporting Role

Miglior attrice non protagonista: dal 2005
- Africa Movie Academy Award for Best Director

Miglior regista: dal 2005
- Africa Movie Academy Award for Best Film

Miglior film: dal 2005

### Categorie non più premiate
Alcune categorie sono state rinominate, ritirate, o fuse con altre. Di seguito l'elenco delle categorie ritirate.
| Ultima edizione | Categoria                                                                    | Ultimo vincitore     |
| --------------- | ---------------------------------------------------------------------------- | -------------------- |
| 2006            | Best Original Effects - Migliori effetti speciali originali                  | Day of Atonement     |
| 2008            | Most Outstanding Actress Indigenous - Miglior attrice indigena               | Dorris Simeon        |
| 2008            | Most Outstanding Actor Indigenous - Miglior attore indigeno                  | Ayo Akinwale         |
| 2010            | Achievement in Art Direction - Miglior direzione d'arte                      | The Figurine         |
| 2013            | Best film by an African living Abroad - Miglior film di un africano emigrato | Last Flight to Abuja |
| 2013            | Achievement in Lighting - Miglior illuminazione                              | Moi Zaphira          |

### Categorie speciali
- Lifetime Achievement Awards - Premio alla carriera
- Special Recognition of Pillars of Nollywood - Riconoscimento speciale 'pilastro di Nollywood'
- Special Jury Award - Premio speciale della giuria
- Madiba Africa Vision Awards - Premio 'Madiba'

## Statistiche

### Nomination

#### Film
Più di 12
| Numero di nomination | Film             | Anno e Categorie |
| -------------------- | ---------------- | --- |
| 14                   | Across the Niger | AMAA 2008 Prize for Best Picture, Best Director, Best Actress in a leading role, Best Actor in a leading role, Best Actress in a Supporting Role, Best Actor in a Supporting Role, Best Effect, Heart of Africa, Best Art Direction, Best Screenplay, Best Editing, Best Sound, Best Cinematography and Best Make-up. |
| 14                   | Otelo Burning    | AMAA 2012 Prize for Best Film, Achievement in Production design, Achievement in Soundtrack, Achievement in Visual Effects, Achievement in Sound, Achievement in Cinematography, Achievement in Editing, Achievement in Screenplay, Best film in an African language, Best Child Actor, Best Young/Promising Actor (Thomas Gumede), Best Young/Promising Actor (Sihle Xaba), Best Actor in a leading Role and Best Director. |
| 13                   | The Cursed Ones  | AMAA 2016 Prize for Best Film, Best Director, Best Actor in a Leading Role, Best Actor in Supporting Role, Best Screenplay, Best Cinematography, Best Sound, Best Soundtrack, Best Make Up, Best Production Design, Best Young/Promsing Actor, Best Costumes and Best Editing.\|- |
| 13                   | Viva Riva!       | AMAA 2011 Prize for Best Picture, Best Director, Best Actress in a Leading Role, Best Actor in a Leading Role, Best Actress in Supporting Role, Best Actor in Supporting Role, Best Child Actor, Best Cinematography, Best Achievement in Sound Best Soundtrack, Best Make Up, Best Production Design and Best Editing. |
| 13                   | Of Good Report   | AMAA 2014 Prize for Best Film, Best Director, Best Young Actor, Best Actor in a Leading Role, Best Actress in Supporting Role, Best Actor in Supporting Role, Achievement in Screenplay, Best Cinematography, Achievement in Sound Achievement in Visual Effect, Achievement in Soundtrack, Best Production Design and Best Editing.                                                                                        |
| 13                   | From a Whisper   | AMAA 2009 Prize for Best Picture, Best Director, Best Actress in a leading role, Best Actor in a leading role, Best Actor in a Supporting Role, Best Child Actor, Best Screenplay, Achievement in Sound, Achievement in Editing, Achievement in Art Direction, Achievement in Cinematography, Achievement in Makeup and Best Original Soundtrack.                                                                           |
| 13                   | Princess Tyra    | AMAA 2008 Prize for Best Picture, Best Director, Best Actress in a leading role, Best Actor in a leading role, Best Actress in a Supporting Role, Best Actor in a Supporting Role, Best Upcoming Actress(Jackie Appiah), Best Upcoming Actress(Yvonne Nelson), Best Upcoming Actor, Best Costume, Best Art Direction, Best Cinematography and Best Make-up.                                                                 |

#### Regista
Più di 2
| Numero di Nominations | Regista                | Anni e Categorie |
| --------------------- | ---------------------- | --- |
| 4                     | Izu Ojukwo             | AMAA 2007 Prize for Best Director (Sitanda), AMAA 2008 Prize for Best Director (White Waters e, insieme a Kingsley Ogoro, per Across the Niger), AMAA 2017 Prize for Best Director (76) |
| 3                     | Lancelot Oduwa Imasuen | AMAA 2006 Prize for Best Director (Behind Closed Door e Family Battle), AMAA 2012 Prize for Best Director (Adesuwa).                                                                    |
| 3                     | Leila Djansi           | AMAA 2010 Prize for Best Director (I Sing of a Well), AMAA 2011 Prize for Best Director (Sinking Sands), AMAA 2012 Prize for Best Director (Ties That Bind).                            |
| 3                     | Shirley Frimpong-Manso | AMAA 2010 Prize for Best Director (The Perfect Picture), AMAA 2013 Prize for Best Director (The Contract) & AMAA 2014 Prize for Best Director (Potomanto).                              |
| 3                     | Teco Benson            | AMAA 2006 Prize for Best Director (Day of Atonement), AMAA 2008 Prize for Best Director (Mission to Nowhere) & AMAA 2014 Prize for Best Director (Accident).                            |
| 3                     | Akin Omotoso           | AMAA 2012 Prize for Best Director (Man on Ground), AMAA 2016 Prize for Best Director (Tell me sweet something), AMAA 2017 Prize for Best Director (Vaya)                                |

#### Attrice
Più di 2
| Numero di Nominations | Attrice           | Anno e Categorie |
| --------------------- | ----------------- | --- |
| 4                     | Jackie Appiah     | AMAA 2007 Prize for Best Actress in a Supporting Role (Beyonce: The President's Daughter), AMAA 2008 Prize for Best Actress in a leading role (Princess Tyra), AMAA 2008 Prize for Best Upcoming Actress (Princess Tyra) and AMAA 2010 Prize for Best Actress in a leading role (The Perfect Picture). |
| 4                     | Stephanie Okereke | AMAA 2005 Prize for Best Actress in a Leading Role, AMAA 2009 Prize for Best Actress in a Leading Role (Reloaded), AMAA 2009 Prize for Best Screenplay (Through the Glass) and AMAA 2010 Prize for Best Actress in a Leading Role (Nnenda).                                                            |
| 4                     | Genevieve Nnaji   | AMAA 2005 Prize for Best Actress in a leading Role, AMAA 2008 Prize for Best Actress in a leading Role (30 days), AMAA 2008 Prize for Best Actress in a leading Role (Keep my Will) and AMAA 2011 Prize for Best Actress in a leading Role (Tango with Me).                                            |
| 3                     | Yvonne Okoro      | AMAA 2011 Prize For Best Actress In A Supporting Role (Pool Party), AMAA 2012 Prize For Best Actress In A Leading Role (Single Six) and AMAA 2013 Prize For Best Actress In A Leading Role (The Contract).                                                                                             |
| 3                     | Patience Ozokwor  | AMAA 2008 Prize For Best Actress In A Supporting Role (New Jerusalem), AMAA 2013 Prize For Best Actress in a Supporting Role (Turning Point) and AMAA 2014 Prize For Best Actress in a Supporting Role (After the Proposal).                                                                           |

#### Attore
Più di 2
| Numero di Nominations | Attore         | Anno e Categorie |
| --------------------- | -------------- | --- |
| 5                     | Majid Michel   | AMAA 2009 Prize for Best Actor in a leading role(Agony of the Christ), AMAA 2010 Prize for Best Actor in a leading role (Sin of a Soul), AMAA 2011 Prize for Best Actor in a leading role (Pool Party), AMAA 2012 Prize for Best Actor in a leading role (Somewhere in Africa) and AMAA 2014 Prize for Best Actor in a leading role (Brother's Keeper). |
| 3                     | Osita Iheme    | AMAA 2006 Prize for Best Actor in a leading role(Secret Adventure), AMAA 2007 Lifetime Achievement Award and AMAA 2011 Prize for Best Actor in a Supporting role (The Mirror Boy). |
| 3                     | Mike Ezuruonye | AMAA 2008 Prize for Best Actor in a Supporting role(Black Friday), AMAA 2008 Prize for Best Actor in a Supporting role(Mirror of Reality) and AMAA 2009 Prize for Best Actor in a leading role(The Assassin). |

### Assegnati

#### Film
Più di 4
| Numero di Premi | Film           | Premi |
| --------------- | -------------- | --- |
| 6               | Viva Riva!     | Best Picture, Best Director, Best Actress in Supporting Role, Best Actor in Supporting Role, Best Cinematography and Best Production Design. |
| 5               | The Mayors     | Best Picture, Best Director, Best Actor in Leading Role, Best Actor in Supporting Role, and Best Screenplay                                  |
| 5               | Rising Moon    | Best Picture, Best Director, Best Actor in Supporting Role, Best Editing and Best Visual effects.                                            |
| 5               | Sitanda        | Best Picture, Best Director, Best Upcoming Artist, Best Nigerian Film and Best Original Screen Play.                                         |
| 5               | From a Whisper | Best Picture, Best Director, Best Screenplay, Achievement in Editing and Best Original Soundtrack.                                           |
| 5               | The Figurine   | Best Picture, Best Actor in Supporting Role, AMAA Achievement in Cinematography,AMAA Achievement in Visual Effect and Heart of Africa.       |
| 5               | Of Good Report | Best Picture, Best Director, Best Actor in Leading Role, Most Promising Actor & AMAA Achievement in Screenplay.                              |

#### Paesi vincitori del Premio per il miglior Film
La categoria Miglior film è stata vinta dalla Nigeria 5 volte.
| Numero di Premi | Paesi      | Film Vincitori                                                                                       |
| --------------- | ---------- | --- |
| 5               | Nigeria    | The Mayors (2005), Rising Moon (2006), Sitanda (2007),The Figurine (2010) and Confusion Na Wa (2013) |
| 2               | Sudafrica  | How to Steal 2 Million (2012), Of Good Report (2014)                                                 |
| 1               | Ghana      | Run Baby Run (2008)                                                                                  |
| 1               | Kenya      | From a Whisper (2009)                                                                                |
| 1               | D.R. Congo | Viva Riva! (2011)                                                                                    |

#### Attrice
L'attrice ghanese Jackie Appiah è l'unica ad aver vinto il premio 2 volte.

#### Attore
Justus Esiri è l'unico ad aver vinto il premio 2 volte.

## Premi equivalenti in altri paesi
- AACTA Awards (Australia)
- Academy Awards (America)
- Amanda Award (Norvegia)
- Argentine Film Critics Association (Argentina)
- Ariel Awards (Messico)
- BAFTA (Regno Unito)
- Canadian Screen Awards (Canada)
- César Awards (Francia)
- Premio David di Donatello (Italia)
- Golden Horse Film Festival and Awards (China/Taiwan)
- Goya Awards (Spagna)
- Guldbagge Awards (Svezia)
- Japanese Academy Awards (Giappone)
- Lola Awards (Germania)
- Magritte Awards (Belgio)
- National Film Awards (India)